# Беллв'ю (Флорида)
Беллв'ю (англ. Bellview) — переписна місцевість (CDP) в США, в окрузі Ескамбія штату Флорида. Населення — 25 541 особа (2020).

## Географія
Беллв'ю розташований за координатами 30°27′45″ пн. ш. 87°18′50″ зх. д. / 30.46250° пн. ш. 87.31389° зх. д. (30.462567, -87.313777).  За даними Бюро перепису населення США в 2010 році переписна місцевість мала площу 30,51 км², з яких 30,15 км² — суходіл та 0,36 км² — водойми.

## Демографія
Згідно з переписом 2010 року, у переписній місцевості мешкало 23 355 осіб у 9185 домогосподарствах у складі 6361 родини. Густота населення становила 766 осіб/км².  Було 10022 помешкання (329/км²).
Расовий склад населення:
| - 71,0 % — білих - 18,3 % — чорних або афроамериканців - 4,4 % — азіатів - 0,8 % — корінних американців - 0,2 % — вихідців з тихоокеанських островів - 1,0 % — осіб інших рас |

До двох чи більше рас належало 4,2 %. Частка іспаномовних становила 4,4 % від усіх жителів.
За віковим діапазоном населення розподілялося таким чином: 23,9 % — особи молодші 18 років, 63,0 % — особи у віці 18—64 років, 13,1 % — особи у віці 65 років та старші. Медіана віку мешканця становила 37,7 року. На 100 осіб жіночої статі у переписній місцевості припадало 90,3 чоловіків;  на 100 жінок у віці від 18 років та старших — 87,3 чоловіків також старших 18 років.
Середній дохід на одне домашнє господарство  становив 63 395 доларів США (медіана — 52 232), а середній дохід на одну сім'ю — 73 599 доларів (медіана — 61 468). Медіана доходів становила 43 374 долари для чоловіків та 32 081 долар для жінок. За межею бідності перебувало 9,1 % осіб, у тому числі 20,7 % дітей у віці до 18 років та 4,1 % осіб у віці 65 років та старших.
Цивільне працевлаштоване населення становило 10 402 особи. Основні галузі зайнятості: освіта, охорона здоров'я та соціальна допомога — 23,7 %, роздрібна торгівля — 15,9 %, фінанси, страхування та нерухомість — 9,2 %, мистецтво, розваги та відпочинок — 9,1 %.